# Шебутинцы (Новоушицкий район)
Шебутинцы (укр. Шебутинці) — село в Новоушицком районе Хмельницкой области Украины.
Население по переписи 2001 года составляло 554 человека. Почтовый индекс — 32644. Телефонный код — 3847. Занимает площадь 1,944 км². Код КОАТУУ — 6823380703.

## Местный совет
32643, Хмельницкая обл., Новоушицкий р-н, с. Берёзовка